# 燕子乡 (旺苍县)
燕子乡，是中华人民共和国四川省广元市旺苍县下辖的一个乡镇级行政单位。

## 行政区划
燕子乡下辖以下地区：
金银村、绿化村、青松村、燕舞村、松龙村、双泉村和河西村。